# Аборіно
Або́ріно (рос. Аборино) — присілок у складі Богородського міського округу Московської області, Росія.

## Населення
Населення — 69 осіб (2010; 106 у 2002).
Національний склад (станом на 2002 рік):
- росіяни — 97 %